# Гусман Халилов
Гусман Зиннатович Халилов е руски общественик, историк от Казан, Република Татарстан, Руска федерация.
В неговия паспорт в графа „националност“ пише „волжки прабългарин“. Заявява, че втората по численост народност в Руската федерация са волжките прабългари.

## Биография
Халилов завършва Казанския авиационен техникум със специалност „радиотехник“ (1970) и работи като изпитател на радиоапаратура в Казанския вертолетен завод до 1978 г. Завършва вечерно „история“ в Казанския държавен университет (1979). През 1981 – 1997 г. служи в системата на Министерството на вътрешните работи на Русия.
Председател е на организацията Прабългарски национален конгрес в Казан от нейното учредяване през юни 1990 г. Избиран е 3 пъти за председател на ПНК. От 1998 г. е член на Президиума на Координационния съвет на демократическите сили на Татарстан.
Публицист, автор на статии на исторически и политически теми в местния и в централия периодически печат. Има публикации на родния волжко-татарски език. Автор е на 2 книги и съавтор на книга.